# Русско-испанская война
Русско-испанская война 1799—1801 — часть войны Второй антифранцузской коалиции.

## Русско-испанские отношения
К началу 1790-х годов русско-испанские отношения вполне нормализовались после завершения Нуткинского кризиса, а после вступления Испании в Войну первой коалиции начались консультации по поводу заключения торгового договора и соглашения о русско-испанской границе в Северной Америке. Этому помешало сближение России с Англией, с которой 7(18) февраля 1795 года был подписан договор о взаимной гарантии владений и военной помощи, а также заключение испанцами 22 июля сепаратного Базельского мирного договора с Францией.
Россия была крайне недовольна выходом Испании из коалиции и последовавшим 19 августа 1796 года Сан-Ильдефонсским союзным договором, в результате которого Испания вступила в войну с Англией. Военные действия развивались для Испании крайне неудачно, значительная часть флота была уничтожена в сражении у Сан-Висенте, и английские корабли блокировали Кадис. Тяготясь зависимостью от французов, правительство Мануэля Годоя начало зондировать почву для нового сближения с Россией. Император Павел I предложил испанскому королю денонсировать союз с Францией и объявить о признании королём Людовика XVIII, но мадридский двор не мог пойти на столь радикальный шаг, о чём русский поверенный в делах Н. Н. Бюцов 19 октября 1797 года доносил канцлеру А. А. Безбородко. Разочарованный Павел решил повременить с запланированной отправкой в Испанию послом барона А. И. Криденера.

## Мальтийский кризис
Причиной русско-испанского конфликта и вступления России в войну Второй коалиции был мальтийский вопрос. В 1797 году Мальтийский орден был принят под покровительство Российской империи, а после капитуляции Мальты перед флотом генерала Бонапарта часть рыцарей перебралась в Россию и в октябре 1798 года провозгласила Павла I великим магистром. Это избрание противоречило уставу ордена, но было признано нуждавшимися в союзе с Россией западными державами и всеми приорствами, кроме испанских.
Недовольство Павла вызвали действия испанского представителя на Мальте Ф. Амата, уговорившего великого магистра Фердинанда фон Гомпеша капитулировать перед французами, но после того, как мадридский двор дезавуировал действия своего посла и изъявил готовность содействовать в восстановлении ордена на Мальте, позиция императора смягчилась.
В конце февраля 1799 года Павел заявил, что

…хотя мы к Гишпании и не питаем никаких неприязненных чувствований, видя принужденное участие ея в настоящей войне, однако ж не имеем с нею никаких особливых сношений и отлагаем расположиться по симу случаю сообразно с будущим поведением мадридского двора…— Милютин Д. А. История войны 1799 года между Россией и Францией. Т. III, с. 111
Поведение мадридского двора определилось, когда в Испании узнали об условиях англо-русско-неаполитанской конвенции 29 ноября 1798 года, планах союзной экспедиции для отвоевания острова и создания там русской военно-морской базы. Карл IV отказался признать новый титул российского императора, о чём сообщил через поверенного в Петербурге Хоакина де Ониса.

## Объявление войны
Павел воспринял позицию Испании как личное оскорбление и 23 марта 1799 отозвал поверенного Бюцова, а через несколько дней, не дожидаясь ответных действий Мадрида, повелел Онису и торговому вице-консулу Б. де Мендисабалю покинуть Россию.
15 (26) июля был обнародован манифест об объявлении войны, в котором, в частности, говорилось:

Восприяв с союзниками нашими намерение искоренить беззаконное правление, во Франции существующее, восстали на оное всеми силами (…) В малом числе держав европейских, наружно приверженных, но в самой истине опасающихся последствий мщения сего издыхающего богомерского правления, Гишпания обнаружила более прочих страх и преданность ея ко Франции (…) Теперь же узнав, что и наш поверенный в делах советник Бицов (…) принужден был выехать из владений короля гишпанского, принимая сие за оскорбление величества нашего, объявляем ему войну, повелевая во всех портах империи нашей наложить секвестр и конфисковать все купеческие гишпанские суда, в оных находящиеся, и послать всем начальникам сухопутных и морских сил наших повеление поступать неприязненно везде и со всеми подданными короля гишпанского.— Россия и Испания. Т. 1, с. 447—448
Получив текст манифеста, Карл IV 9 сентября издал декрет об объявлении войны России, не удержавшись при этом от язвительной характеристики плачевного состояния умственных способностей оппонента:

Среди других особо желает выделиться Россия, император которой, недовольный тем, что присвоенный им титул не соответствует ему, а высказанные намерения на этот раз не нашли сочувствия с моей стороны, издал декрет об объявлении войны, публикация которого уже достаточна для осознания глубины его неразумности. (…)
Я без удивления ознакомился с этим заявлением, поскольку обращение с моим поверенным в делах и другие, не менее странные поступки данного государя уже давно свидетельствовали о том, что этого следует ожидать. Поэтому, приказав российскому поверенному в делах советнику Бицову покинуть мой двор и государство, я руководствовался в гораздо меньшей степени чувством негодования, чем необходимостью почтения к моей особе. Исходя из этих принципов, я не могу не ответить на выпады, содержащиеся в русском декрете. Совершенно очевидно, что в нём содержатся угрозы для меня и для всех монархов Европы. Так как я знаю о том влиянии, которое оказывает на царя в настоящее время Англия, желая унизить меня, я отвечу на вышеуказанный декрет, не имея намерения кому бы то ни было давать отчет о моих политических связях, разве только Всевышнему, с чьей помощью надеюсь отразить любую несправедливую агрессию тех, чьи самомнение и лживые поступки направлены против меня и моих подданных, для защиты и безопасности которых я буду использовать самые эффективные методы. Провозглашаю объявление войны России и приказываю выступить против её владений и жителей.— Россия и Испания. Т. 1, с. 451—452
Д. А. Милютин отзывается о выражениях испанского короля как о резких и оскорбительных для России, а немецкий наёмник на русской службе генерал Л. Л. Беннигсен в письме Б. Б. Фоку, через несколько дней после убийства Павла, с нескрываемым злорадством пишет, что «король по справедливости в своём ответном манифесте старался показать смешную его сторону, потому что противники не могли бы сойтись ни на суше, ни так же точно и на море».

## Действия России
По замечанию Милютина, «разрыв между Испаниею и Россиею, по географическому положению обоих государств, казалось, не мог иметь существенной важности», но вслед за этим испанский посол был выслан из Константинополя, так как Османская империя примкнула к коалиции, а 18 сентября английская дипломатия, которая, вероятно, и подтолкнула импульсивного императора к войне с Испанией, добилась заключения русско-португальского оборонительного и наступательного союза против Испании и Франции. По этому соглашению Россия по первому требованию обязывалась направить в Португалию 6 тыс. сухопутного войска, а та, в свою очередь, послать на помощь России 5 линейных кораблей и фрегат.
Другим возможным театром военных действий было северо-западное побережье Северной Америки, поэтому, с целью консолидации управления российскими тихоокеанскими владениями, был ускорен несколько затормозившийся процесс слияния действовавших там коммерческих организаций, и уже 9 (20) июля указом Павла I объявлено о создании единой Российско-американской компании, под контроль которой официально ставились все земли, открытые русскими до 55°20' северной широты, а также ничейные земли, которые могли быть освоены южнее этой линии.
К событиям русско-испанской войны относится полуанекдотическое сообщение Беннигсена, по словам которого, сумасбродный император намеревался сделать королём Испании генерала Я. А. Кастро де ла Серду, дальнего потомка Альфонса X Кастильского. Насколько словам Беннигсена можно верить, неизвестно, так как участнику заговора и убийства императора было выгодно выставить свою жертву в смешном и неподобающем виде, но вполне возможно, что Павел в шутку действительно мог пообещать одному из своих генералов испанскую корону.

## Военная тревога
Ни Россия, ни Испания не имели на севере Тихого океана достаточных сил для военных действий, однако обе стороны всерьёз опасались вражеского нападения. По сведениям, приведённым Эккехардом Фёльклем и Вильямом Робертсоном, в декабре 1799 года или январе 1800 года Мадрид информировал вице-короля Новой Испании, что, по донесению посла в Вене, английский посол лорд Минто предложил русским план совместного вторжения в Калифорнию. Обнаружить следы этого плана в архивах не удалось, и, возможно, речь идёт о необоснованных слухах, тем более, что такой осведомлённый современник, как Франсиско де Миранда, поддерживавший тесные контакты с Питтом-младшим и русским послом в Лондоне С. Р. Воронцовым, ни о чём подобном в своих записках не сообщает.
Со своей стороны вице-король Мигель Хосе де Асанса в донесении 20 декабря 1799 года предложил, по причине малочисленности войск в регионе, сосредоточить несколько военных кораблей в порту Акапулько. На следующий день он предупредил губернатора Калифорний Диего де Борика о потенциальной угрозе в связи с русско-испанской войной. 8 февраля 1800 года губернатор известил начальников гарнизонов о возможном русском нападении.
Россия также принимала оборонительные меры. Из Иркутска к побережью Охотского моря был срочно переброшен полк под командованием полковника А. А. Сомова, которому поручалось разместить воинские подразделения на Камчатке, в Гижигинской крепости, Охотске и Удском остроге. В Охотский порт прибыл из Петербурга капитан И. Бухарин «для приуготовления транспортов». Было приказано «вооружить оставшийся от Биллингсовой экспедиции корвет „Слава России“, если ещё годится».
Весной 1800 года в гавань Кадьяка прибыло американское судно «Энтерпрайз», капитан которого Джеймс Скотт сообщил главному правителю Русской Америки А. А. Баранову, будто испанцы собираются отправить военный корабль для нападения на российские поселения. Это известие оказалось ложным, но вызвало немалое беспокойство. 24 июля (4 августа) 1800 года Баранов сообщил правителю Уналашкинской конторы РАК Е. Г. Ларионову, что собирается выжидать развития событий на Ситке, а склады с мехами калана рассчитывает укрыть в глубине острова.

## Итог
В 1800 году, убедившись в предательстве союзников по коалиции, Павел выдворил из России послов Австрии и Англии и начал переговоры о союзе с Бонапартом, что повлекло и улучшение русско-испанских отношений. Объявленная, но так и не начавшаяся война была прекращена при Александре I Парижским договором 4 октября 1801 года.
Поскольку состояние войны было формальным и никаких военных действий не велось, русско-испанская война так и осталась забавным историческим курьёзом.